# Milicent Patrick
Milicent Patrick (El Paso, 11 de novembro de 1915 – Roseville, 24 de fevereiro de 1998), nome artístico de Mildred Elizabeth Fulvia di Rossi, foi uma ilustradora, designer, atriz e modelo norte-americana, uma das primeiras mulheres ilustradoras dos estúdios Disney e designer de monstros do Universal Studios. A ela é creditado o design do Monstro da Lagoa Negra, do filme de 1954, Creature from the Black Lagoon.
Em ocasião do lançamento do filme, o estúdio criou uma turnê intitulada 'The Beauty who Created the Beast', para promover o novo longa e enviou Milicent para falar com a imprensa e com o público. Ao retornar para o trabalho, descobriu que estava desempregada por pressão do chefe do departamento de efeitos especiais e maquiagem, Bud Westmore, irritado com a atenção dada ao trabalho de Milicent, obrigando o estúdio a remover seu nome dos créditos da criação do monstro e no longa.
Milicent também foi uma das responsáveis pelos piratas do filme Against All Flags, de 1952, a maquiagem de Jack Palance em Sign of the Pagan, de 1954, parte do design do Globs, de It Came from Outer Space, de 1953, do Mr. Hyde em Abbott and Costello Meet Dr. Jekyll and Mr. Hyde,, o mutante Metaluna, de This Island Earth, de 1955 e a máscara de The Mole People.

## Biografia
Milicent nasceu Mildred Elizabeth Fulvia di Rossi, em El Paso, Texas, em 1915, filha de Camille Charles Rossi, imigrante italiano, original de Nápoles, que chegou aos Estados Unidos com a família aos 11 anos, e Elise Albertina Bill. Era filha do meio de três crianças, sendo seu irmão mais velho, Ulrich Conrad, e a irmã mais nova, Ruth Rose. O casal Rossi viajava muito devido ao trabalho de Camille como arquiteto, tendo inclusive morado um período no Peru.
Camille foi um dos arquitetos a trabalhar no Castelo Hearst, uma colossal obra encomendada pelo magnata da mídia, William Randolph Hearst e morava com a família na vila dos trabalhadores, quando Milicent e seus irmãos ainda eram crianças. Camille era muito rígido na criação dos filhos, o que os levou a um isolamento, especialmente cruel para Elise, que segundo Milicent era uma mulher bastante infeliz no casamento. Depois de um grande desentendimento com a arquiteta do Castelo Hearst, Julia Morgan, Camille foi despedido e a família se viu obrigada a deixar a vila.
A família se mudou em definitivo para a Glendale, Califórnia quando Milicent tinha 17 anos. Ela ingressou no Glendale Junior College, mas abandonou os estudos em 1935 antes de se formar. Com talento para a arte e a ilustração, Milicent ingressou no Chouinard Art Institute, na época a única escola que aceitava mulheres, onde estudou por três anos.
Na época, Walt Disney firmou uma parceria com a Chouinard em busca de ilustradores e coloristas para seu departamento de animação. Milicent foi escolhida para trabalhar no estúdio colorindo acetatos, uma das etapas finais para o processo de animação. O trabalho lhe rendeu enxaquecas constantes por ficar horas debruçadas sobre uma caixa de luz para o processo delicado de pintura.
Por volta dessa época, ela começou um romance com um dos animadores do estúdio, que viria a ser seu primeiro marido, Paul Fitzpatrick. A família de Milicent não viu com bons olhos nem o emprego nem o relacionamento com Paul, pois ele era casado e rompeu laços com ela. A esposa de Paul chegou a procurar Milicent, revelando uma gravidez e pedindo que ela acabasse o relacionamento. O caso continuou, o que levou a esposa de Paul a cometer suicídio. O casal viria a se casar em 1945, mas durou apenas alguns anos. O nome artístico adotado por Mildred unia os nomes da primeira esposa de William Randolph Hearst, que se chamava Milicent, e o Patrick veio do sobrenome de Paul.
Milicent perdeu o emprego nos estúdios Disney e divorciada e sem apoio da família, começou a trabalhar como modelo em exposições e feiras, até começar a trabalhar com cinema, fazendo pontas e figuração em vários longas do Universal Studios. Aos 31 anos, em 1947, enquanto trabalhava como modelo em uma feira no Hotel Ambassador, ela chamou a atenção do produtor William Hawks, que a convidou para atuar em novas produções de sua companhia. Seu primeiro papel foi como uma ninfa na comédia romântica Texas, Brooklyn & Heaven, que foi lançado em 1948. Mesmo trabalhando como atriz e modelo, Milicent não parou de desenhar. Ela aproveitava as pausas entre uma gravação e outra para fazer retratos de famosos e ilustrar livros.
Por volta dessa época, cerca de 1950, ela começou um relacionamento com o dublador e radialista Frank Graham, que não durou muito tempo. Em agosto do mesmo ano, o relacionamento terminou e semanas após o término, Frank se suicidou em sua casa.

## Universal Studios
Foi como atriz e figurante que Milicent entrou para o Universal Studios. Ela chamou a atenção de Bud Westmore, membro de uma poderosa família dentro da indústria do cinema, que revolucionou o ramo da maquiagem e efeitos especiais. O pai de Bud, George, criou o primeiro departamento de cabelo e maquiagem de Hollywood, algo que antes era de responsabilidade dos artistas. George foi o responsável pelas icônicas maquiagens de Shirley Temple e Mary Pickford.
Bud era o chefe do departamento de maquiagem e efeitos da Universal quando conheceu o trabalho de Milicent. Impressionado com seu talento, ele a contratou imediatmaente, tornando Milicent a primeira mulher a trabalhar com efeitos especiais e maquiagem em um estúdio e enquanto esteve na Universal, foi a única mulher do departamento. Seu primeiro trabalho foi no filme Against All Flags, onde Milicent criou o visual dos piratas.
O novo diretor do Universal Studios resolveu investir em filmes populares, que ganhassem a atenção do público, de maneira a fazer dinheiro na bilheteria. Desta forma, um bom departamento de design, efeitos e maquiagem era necessário. Os seres fantásticos e monstros precisavam parecer realistas.

### O Monstro da Lagoa Negra

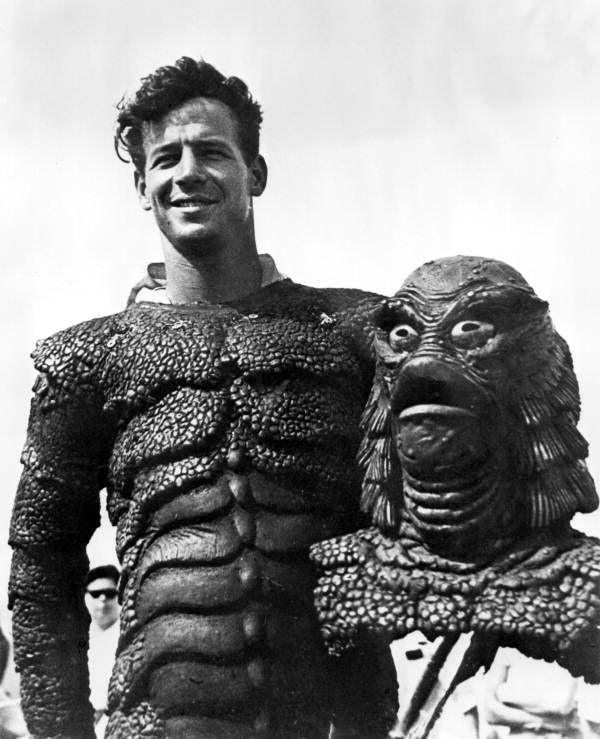
Ator Ricou Browning com a roupa da criatura, em 1953. Ele atuou nas cenas feitas embaixo d'água.

Na década de 1940, Orson Welles jantava com o ator William Alland e com o cineasta mexicano Gabriel Figueroa em sua casa, quando Figueroa apresentou uma ideia de um homem metade peixe, que vivia na Amazônia, onde os nativos temiam e o respeitavam, oferecendo uma jovem em ritual para serem deixados em paz. Em 1952, William Alland trabalhava como produtor e roteirista para o Universal Studios e começou a racsunhar um roteiro com base nas lembranças daquele jantar. Isso levou ao primeiro rascunho, The Sea Monster, que lembrava bastante o roteiro de King Kong. Os executivos do estúdio gostaram da ideia e pediram que o roteiro fosse desenvolvido.
Os primeiros designs da roupa da criatura do filme não agradaram os executivos, assim Milicent entrou para a produção. Ela então pesquisou animais pré-históricos, peixes, répteis e anfíbios, especialmente de animais do Devoniano, momento em que peixes começaram a se adaptar para a vida em superfície, o que lhe rendeu diversos rascunhos. Sua criatura era muito mais ameaçadora, muito mais primitiva. Com a aprovação do design, ele passou então para as mãos do escultor, Chris Mueller.
| “ | Ele é um monstro completo... Na forma atual dele, eu o acho fofo. Mas é porque eu trabalhei nele por muito tempo. Espera-se que ele apavore as pessoas. Ele provavelmente seria uma sensação se entrasse em um bar e pedisse uma bebida. | ” |

Enquanto o filme estava na pós-produção, a Universal pensou em algumas estratégias de divulgação e queria algo especial para o novo longa. Milicent esteve em várias fotos tiradas da pré-produção do filme. Por ser bonita, ter presença e por ter sido modelo por tanto tempo, alguém dentro do estúdio a indicou para a turnê de divulgação do filme. Milicent participou de programas de rádio, deu entrevistas para a televisão e para revistas, rodou várias cidades com rascunhos e máscaras da criatura do filme.
Bud Westmore, por sua vez, ficou furioso com a atenção dada a Milicent. Ele discutiu com o chefe do departamento de publicidade do estúdio, alegando que a criatura era um trabalho só seu. A equipe então foi obrigada a mudar o nome da turnê, de "The Beauty Who Created  the Beast" para "The Beauty Who Lives With the Beasts”, tirando sua autoria e colocando-a como uma colaboradora.
Ainda assim a turnê foi um sucesso, deixando Bud ainda mais furioso com a atenção dada a Milicent. Mesmo com o sucesso do filme com o público e com a crítica, Bud obrigou o estúdio e Milicent a lhe dar total crédito pela criatura. E ainda despediu Milicent assim que ela retornou da turnê de divulgação. Como a família Westmore trabalhava com efeitos especiais e maquiagem, Milicent não foi contratada como designer por nenhum outro estúdio.
Sua demissão do estúdio levou muitos historiadores e pesquisadores de cinema e de filmes de terror e desconsiderar o trabalho de Milicent na criação do monstro. Mas memorandos internos da Universal, cartas e telegramas da equipe, inclusive do escultor e do chefe do departamento creditam a Milicent a versão final da criatura.
Milicent ainda trabalhou como figurante e atriz em vários filmes da Columbia, MGM e alguns da Universal. Nos intervalos, ela desenhava, mas isso não a levou a trabalhar no departamento de efeitos novamente. Em 1954, seu marido Syd Beaumont foi diagnosticado com câncer e faleceu pouco depois. Milicent nunca teve filhos depois de uma peritonite deixá-la estéril e no ano seguinte, com o trabalho ficando cada vez mais escasso e com a morte do marido, Milicent entrou em depressão.

## Últimos anos

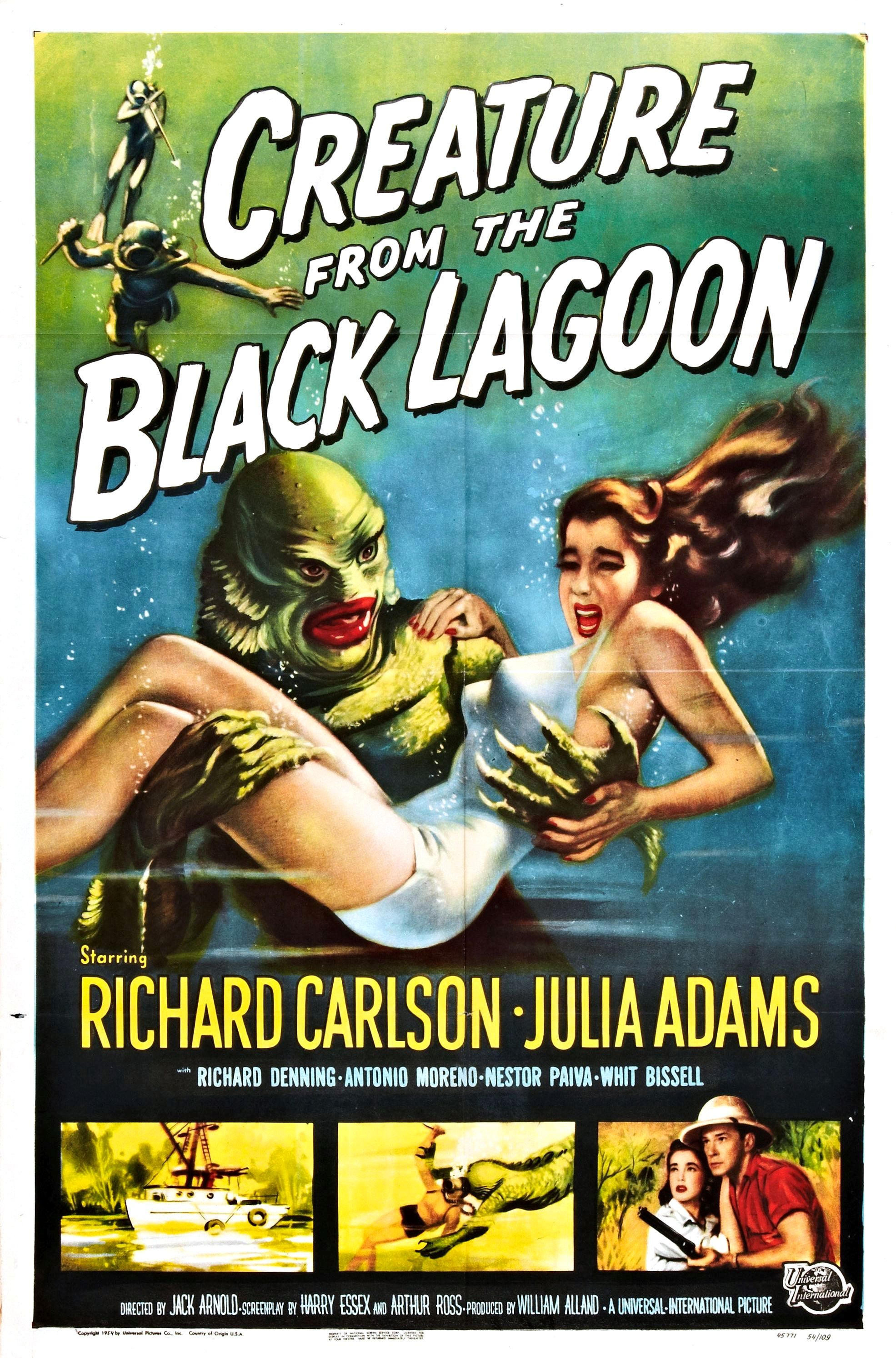
Pôster promocional do filme, 1954

Pouco depois ela conheceu o ator Lee Trent, com quem começou a se relacionar. O casal vivia no luxo e Milicent ocupava seu tempo com livros, eventos e música, além de atuar, mas nos anos de 1956, 1957, 1958 e 1959 ela participou de um filme por ano. Em 1958, seu pai Camille morreu. Sua mãe, Elise, tinha morrido alguns anos antes. Em sua casa, em Sherman Oaks, Milicent fazia rascunhos e ilustrações de objetos, animais e amigos.
Seu relacionamento com Lee tinha idas e vindas. Eles não eram oficialmente casados e se relacionavam livremente com outras pessoas em momentos de crise. Em 29 de dezembro de 1963, os dois oficializaram a união se casando em uma capela em Las Vegas. Seu último trabalho como atriz foi em 1968, aos 53 anos, onde ela faz um pequeno papel no filme The Pink Jungle.
Seu relacionamento com a família era praticamente inexistente. Seus irmãos e ela não se falavam, já que eles não apoiavam seu estilo de vida, ainda que ela não trabalhasse mais no cinema. Com a morte de Camille, porém, sua irmã Ruth decidiu que a irmã conheceria seus sobrinhos, e Gwen, filha de Ruth, seria a mais próxima da tia.
No final da década de 1960, Milicent e Lee se divorciaram. Mas em 1971 eles começaram a sair juntos de novo e os encontros continuaram pelos 20 anos seguintes. Em fevereiro de 1980, seu melhor amigo, George Tobias, descobriu um tumor no intestino e morreu no hospital Cedars Sinai, em Los Angeles. Pouco depois do funeral, as fortes chuvas que caíram na cidade causaram deslizamentos que destruíram sua casa em Sherman Oaks e por não ter seguro, ela teve que contar com a ajuda de amigos.
Milicent colaborou com a história do Castelo Hearst por volta dessa época, que tinha passado para a administração do estado da Califórnia e vinha passando por extensas reformas. Planejando se casar novamente, em janeiro de 1988, Lee Trent morreu subitamente no Canadá. Neste ano sua saúde começou a se fragilizar. Além das constantes enxaquecas, Milicent foi diagnosticada com Mal de Parkinson, o que lhe causou perda de tônus muscular, fraqueza, tremores e dificuldade para andar. Não só era difícil para Milicent viajar como para dirigir e assim ela começou a sair da vista do público.
Seu relacionamento com a irmã Ruth não melhorou nem com a doença. Milicent a chamou para morar com ela em sua casa em Sherman Oaks, mas a irmã tinha uma forte opinião sobre Milicent e recusou, vindo a falecer em 1992, aos 72 anos. Com o tempo, Milicent se viu obrigada a contratar uma enfermeira para cuidar de sua saúde em casa. Mas o serviço era apenas para sua saúde, não para a limpeza da casa e sua qualidade de vida caiu muito depois disso.
Sua sobrinha Gwen passou a cuidar da tia, limpando a residência e estando presente o quanto podia. Gwen tentou convencê-la a ir para um asilo, o que Milicent negou. Gwen estava preocupada com a tia, que não parecia feliz, pois ela não sorria mais. O Parkinson tinha paralisado os músculos de seu rosto.
Sua saúde se tornou ainda mais frágil quando lhe foi diagnosticado um câncer de mama que já estava em metástase. O médico recomendou que ela fosse transferida para um hospital imediatamente para tratamento. Assim Milicent foi transferida para uma casa de tratamentos paliativos em Roseville, Califórnia, próximo à casa de Gwen.

## Morte
Milicent manteve contato próximo com muitos artistas por muito tempo e morreu em Roseville, em 24 de fevereiro de 1998, devido a um câncer de mama e Mal de Parkinson, aos 82 anos. Seu corpo foi cremado e suas cinzas foram espalhadas sobre a baía de São Fransisco.